# Wiesmann GT MF 5
Wiesmann GT MF 5 — спортивний автомобіль німецької компанії Wiesmann, що випускався з 2008 року. У моделі використано мотор BMW V10 об'ємом 5,0 л, що використовувався на моделі BMW E63/E64. Вартість авто від 189.500 євро. Остання модель компанії Wiesmann.

## Історія

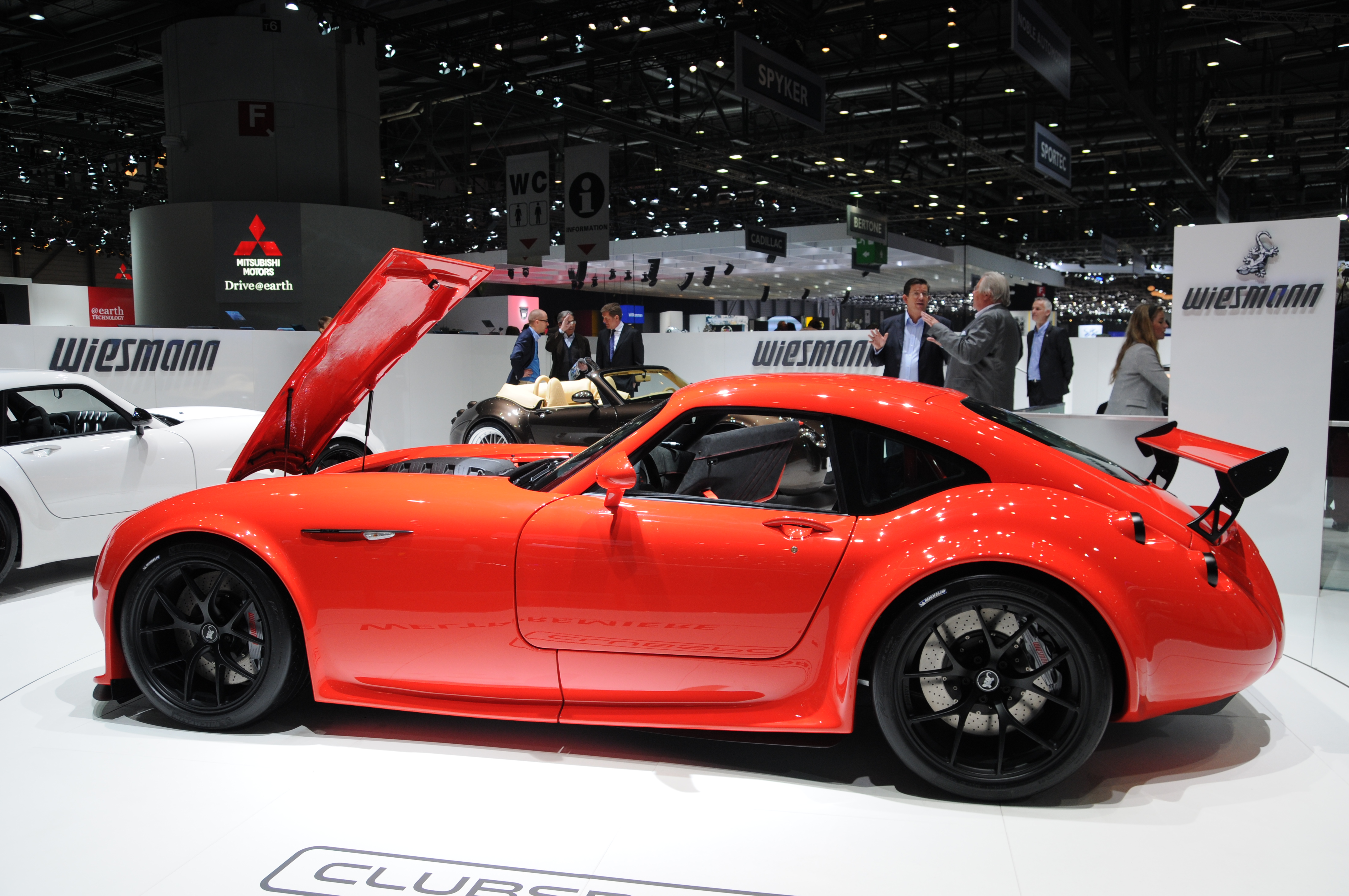
Wiesmann GT MF 5. Купе. 2013

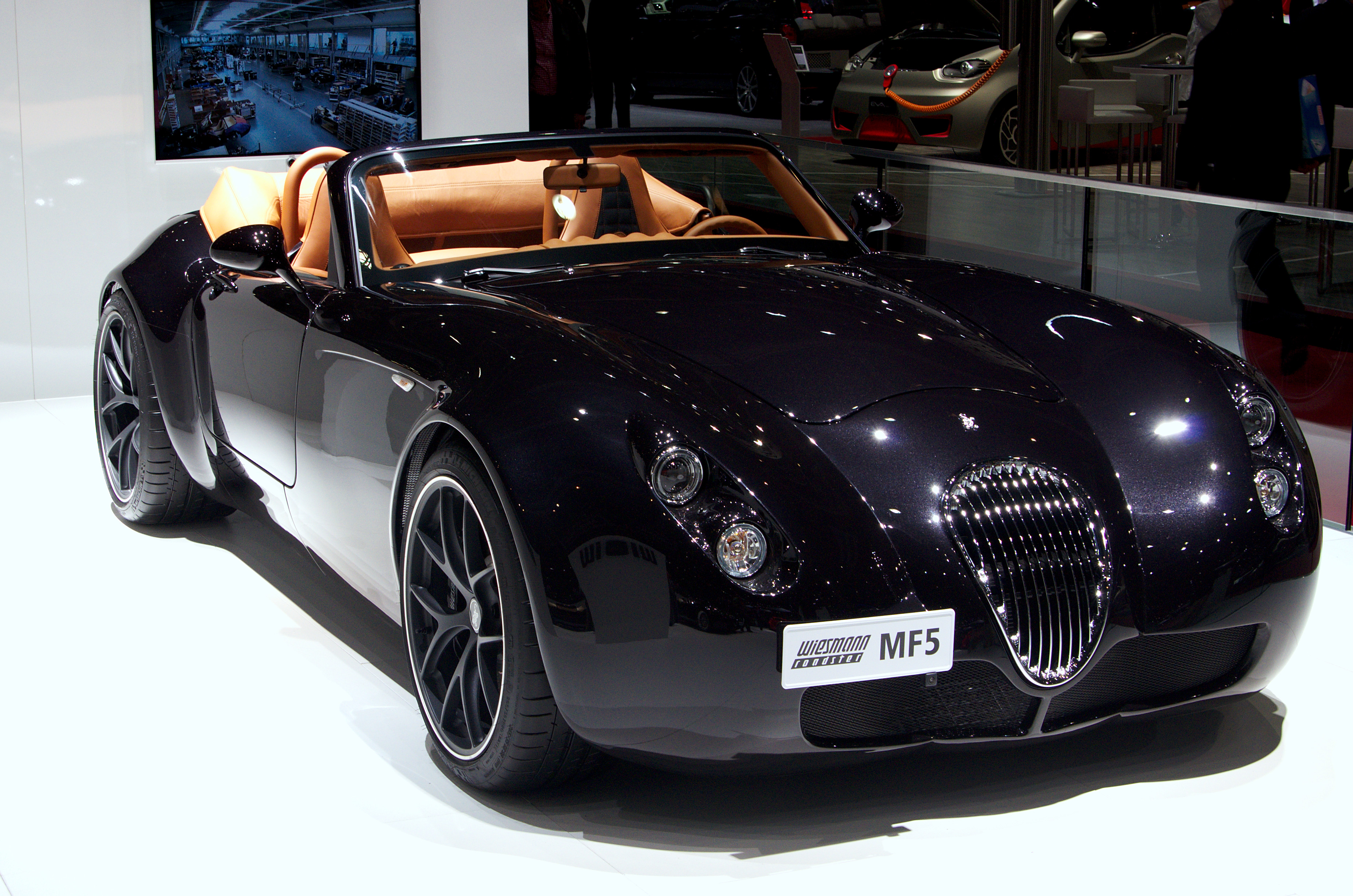
Wiesmann MF 5. Родстер. 2013

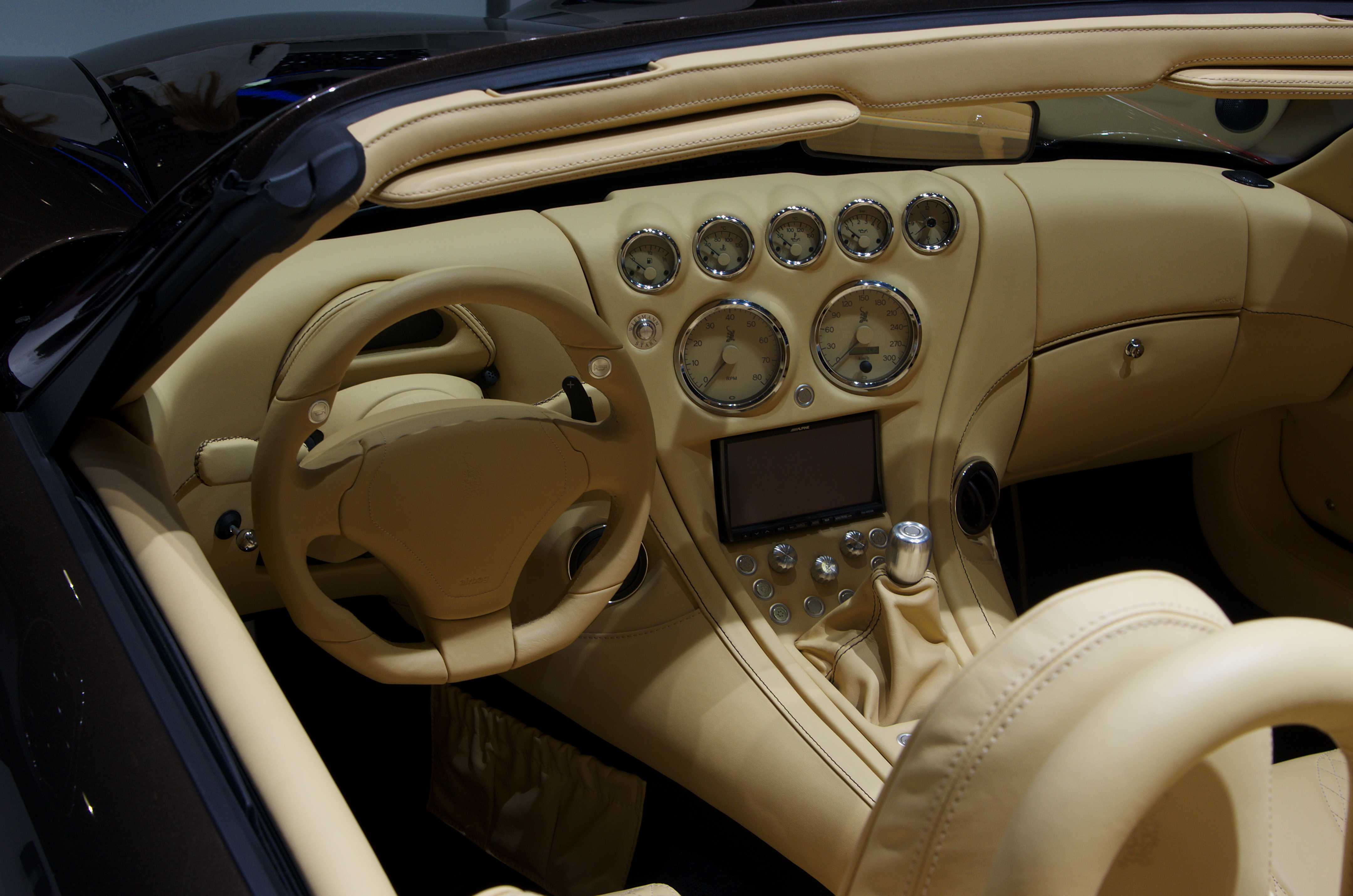
Салон Wiesmann MF 5. Родстер. 2013

Модель GT MF 5 прийшла на зміну 2008 моделі GT. Була розроблена до міжнародного автосалону 2007.
Відповідно до практики компанії Wiesmann усі елементи кузова з багатошарового скловолокна виготовляються, збираються, встановлюються вручну, що мало б гарантувати німецьку якість збирання. Салон, сидіння покрито шкірою. Шасі типу монокок виготовлено з алюмінію і з'єднано з кузовом. За бажанням замовник може спостерігати за процесом збирання його авто. Мотор запозичено з моделі BMW X6.
На моделі встановлено мотор V10 BMW S85 об'ємом 5,0 л і потужністю 507 к.с., що походив з ряду BMW M6 і М5. Його доповнює 7-ступенева ручна коробка передач або 6-ступенева спорт-автомат. Після припинення 2010 випуску мотора 5,0 л встановили мотор BMW N63 з подвійним турбокомпресором (9,3:1) об'ємом 4,4 л і потужністю 555 к.с. Випускається з 2-місним кузовом купе. На його базі була розроблена модифікація MF 5 з кузовом родстер з мотором 4,4 л.
На моделі встановлено електронні системи безпеки ABS (Anti-lock braking system укр. антиблокувальна система) і DSC (Dynamic Stability Control укр. динамічного контролю стабільності). У передній і задній підвісці використано подвійні поперечні важелі поперечної стійкості.
Витрата палива -V8:
- місто 15,8 л/100км
- шосе 7,9 л/100 км
- комбінована 12,9 л/100 км

Розгін 0-100 км/год за 3,9 секунди.
Діаметр передніх дисків гальм 374 мм, задніх 370 мм.